# Оскарас Юсіс
Оскарас Юсіс (лит. Oskaras Jusys; 13 січня 1954, Трошкунай) — литовський юрист, державний службовець і дипломат. Заступник міністра закордонних справ Литви (2000—2001). Постійний представник Литви при Організації Об'єднаних Націй (1994—2000).

## Життєпис
Народився 13 січня 1954 року в Трошкунай. У 1977 році закінчив Вільнюський університет, юридичний факультет, після чого почав працювати асистентом у цьому університеті. З 1978 по 1981 рік навчався в Московському державному інституті міжнародних відносин, де захистив кандидатську дисертацію.
У 1981—1990 рр. — працював у Вільнюському університеті, з 1985 р. на посаді доцента. З 1991 року на дипломатичній роботі в МЗС Литви, директор юридичного департаменту Міністерства закордонних справ.
У 1993 році — став радником міністра, також обійняв посаду директора литовського відділення міжнародної юридичної фірми McDermott Will & Emery.
У 1994—2000 рр. — Постійний представник Литви при Організації Об'єднаних Націй в Нью-Йорку.
У 2000—2001 рр. — заступник міністра закордонних справ Литви.
У 2001—2005 рр. — Надзвичайний і Повноважний Посол Литви в Європейському Союзі.
У 2005—2009 рр. — секретар Міністерства закордонних справ Литви.
У 2009—2017 рр. — Надзвичайний і Повноважний Посол Литви у Великій Британії
У 2012—2017 рр. — Надзвичайний і Повноважний Посол Литви в Омані з резиденцією у Лондоні.
З 2017 року — директор Департаменту ООН, міжнародних організацій та прав людини Міністерства закордонних справ Литовської Республіки.
З 2018 року він є радником юридичної фірми Glimstedt.